# Svantepolk Knutsson
Svantepolk Knutsson, född vid okänd tidpunkt, nämnd första gången 1253, död i början av 1310 (före den 21 februari), var en svensk riddare och riksråd. 

## Biografi
Han var son till hertigen Knut Valdemarsson av Reval. Svantepolks namn tyder på en härstamning från hertigarna av Pommerellen, troligen genom hans till namnet okända mor.
Svantepolk var riddare och riksråd åtminstone 1288–1305. Han blev lagman i Östergötland, tidigast 1293 och senast 1305. Han stod på kungens sida i striderna mellan kung Birger och hans bröder, hertig Erik och hertig Valdemar.
Svantepolks sätesgård var Viby i Östra Ryds socken, Skärkinds härad.

## Familj
Svantepolk Knutsson var gift med Benedicta Sunesdotter (Folkungaätten) och hade barnen:
1. Ingeborg Svantepolksdotter (född 1250 cirka) gift 1) med Johan Filipsson (Aspenäsätten) gift 2) med Tune Anundsson (Vingätten), vari Ingeborg blev stammoder för Sture, sjöbladsätten.
2. Katarina Svantepolksdotter, ingavs i Vreta kloster 1266, abbedissa där 1289, avgick 1322 eller 1323 och dog 1329.
3. Ingrid Svantepolksdotter (död 1350 efter) Gift år 1288 med riddare Folke Algotsson, (död före 1310 före)
4. Knut Svantepolksson, känd 1296-1301, troligen död före 1310. Väpnare
5. Ingegerd Svantepolksdotter, var gift med 1) Brynolf Bengtsson (Bengt Hafridssons ätt).[1] och gift 2) med Mats Törneson (Hjorthorn).